# Emilia de Vialar

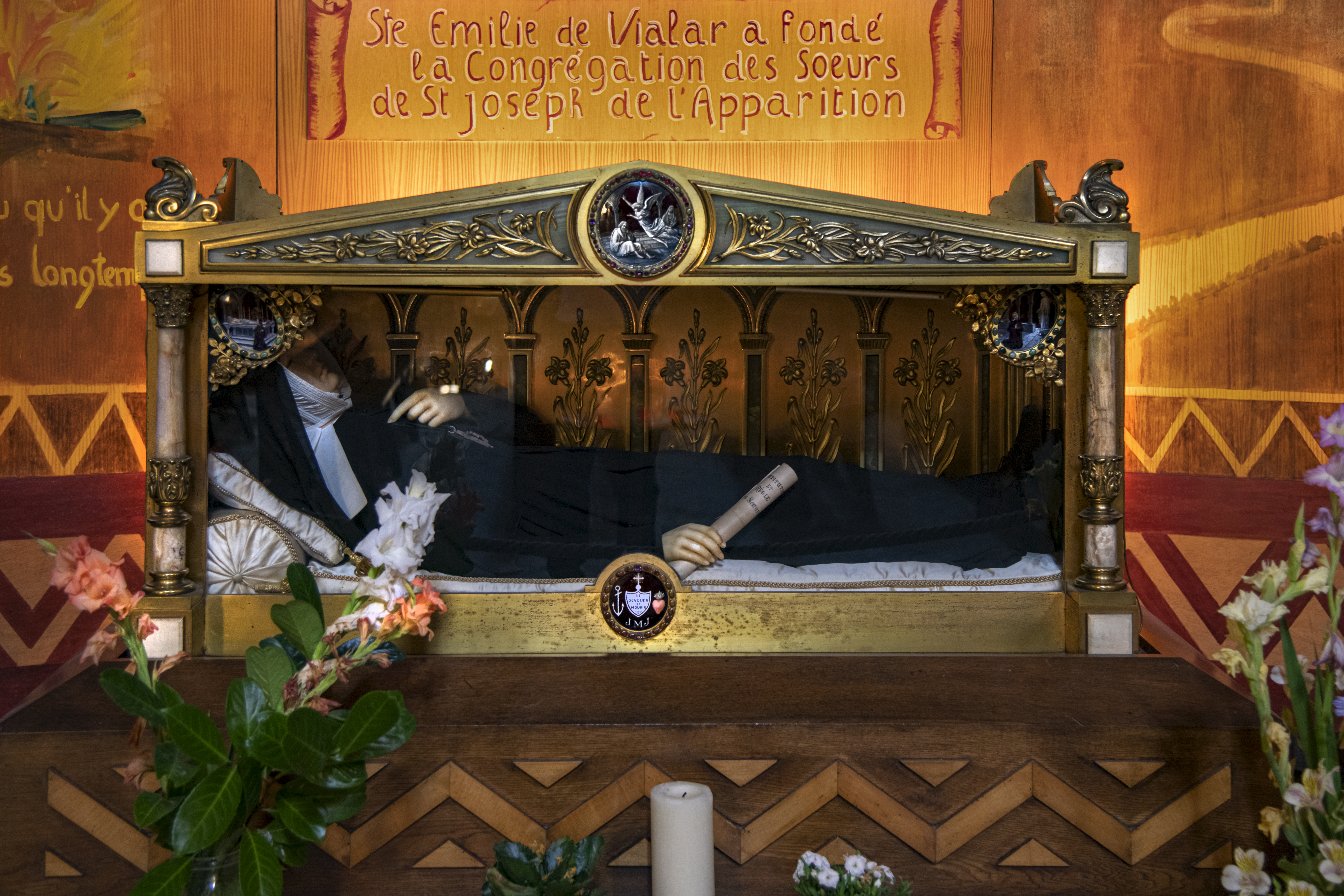
Il suo reliquiario a Gaillac

Emilia de Vialar (Gaillac, 12 settembre 1797 – Marsiglia, 24 agosto 1856), fondatrice della congregazione delle suore di San Giuseppe dell'Apparizione. È stata dichiarata santa nel 1951 da papa Pio XII.

## Biografia
Di nobile famiglia francese, nel 1816 decise di consacrarsi al servizio dei poveri e utilizzò l'eredità ricevuta dal nonno materno, il barone de Portal, per acquistare una casa da adibire a sede della sua opera: il 25 dicembre 1832, assieme ad alcune compagne, fondò la congregazione delle suore di San Giuseppe dell'Apparizione.
Poiché un fratello di Emilia era consigliere municipale ad Algeri, le suore estesero presto la loro attività all'estero e si diffusero rapidamente in Nord Africa e Medio Oriente: furono tra le prime religiose a collaborare all'apostolato dei missionari di Daniele Comboni, prima dell'istituzione delle Pie Madri della Nigrizia.

## Culto
Beatificata nel 1939 da papa Pio XII, venne proclamata santa dallo stesso pontefice il 24 giugno 1951, assieme alla fondatrice delle salesiane di Don Bosco Maria Domenica Mazzarello.
La sua memoria liturgica viene celebrata il 24 agosto.